# Port lotniczy El Portillo
Port lotniczy El Portillo (IATA: EPS, ICAO: MDPO) – nieistniejący port lotniczy położony w miejscowości Las Terrenas w Dominikanie.
Lotnisko zostało zamknięte w 2012 r. jako niespełniające wymogów bezpieczeństwa i zbędne (w pobliżu są inne porty lotnicze). Nie jest planowane wznowienie jego działalności.